# Hwa-yang-yeonhwa
Hwa-yang-yeonhwa (화양연화 – 삶이 꽃이 되는 순간?, 花樣年華 - 삶이 꽃이 되는 瞬間?, Hwa-yang-yeonhwa - Salm-i kkoch-i doeneun sunganLR, lett. "Gli anni d'oro - Il momento in cui la vita sboccia"; titolo internazionale When My Love Blooms) è un drama coreano trasmesso su tvN dal 25 aprile al 14 giugno 2020.

## Trama
Han Jae-hyun e Yoon Ji-soo si sono conosciuti all'università, dove lui era uno studente di legge che partecipava alle proteste e lei una laureanda in pianoforte. Sono stati il primo amore l'uno dell'altra, ma una serie di circostanze li ha fatti separare. Vent'anni dopo, i due si incontrano di nuovo: Jae-hyun è diventato un uomo freddo e ambizioso, con un matrimonio infelice, mentre Ji-soo è una madre divorziata che si arrangia con lavori part-time.

## Personaggi
- Han Jae-hyun, interpretato da Yoo Ji-tae (da adulto) e Park Jin-young (da giovane)
- Yoon Ji-soo, interpretata da Lee Bo-young (da adulta) e Jeon So-nee (da giovane)
- Jang San, interpretato da Moon Sung-keun
Suocero di Jae-hyun e presidente del gruppo Hyungsung.
- Jang Seo-kyung, interpretata da Park Si-yeon
Moglie di Jae-hyun e amministratrice delegata del gruppo Hyungsung.
- Lee Se-hoon, interpretato da  Kim Young-hoon
Ex marito di Ji-soo, fa l'avvocato.
- Han Joon-seo, interpretato da Park Min-soo
Figlio di Jae-hyun, si comporta da bullo con Young-min.
- Lee Young-min, interpretato da Go Woo-rim
Figlio di Ji-soo, frequenta una scuola internazionale.
- Kang Joon-woo, interpretato da Kang Young-suk
Autista di Jae-hyun e suo confidente.
- Jung Yoon-gi, interpretato da Kim Ho-chang
- Han In-ho, interpretato da Nam Myung-ryul
Padre di Jae-hyun, ex dipendente del gruppo Hyungsung, morto suicida.
- Lee Kyung-ja, interpretata da Son Sook
Madre di Jae-hyun.
- Yoon Hyung-gyu, interpretato da Jang Gwang
Padre di Ji-soo, ex procuratore.
- Jung Sook-hee, interpretata da Lee Jong-nam
Madre di Ji-soo.
- Yoon Ji-young, interpretata da Chae Won-bin
Sorella minore di Ji-soo.
- Yang Hye-jung, interpretata da Woo Jung-won (da adulta) e Park Han-sol (da giovane)
Amica di Ji-soo.
- Joo Young-woo, interpretato da Lee Tae-sung (da adulto) e Byung Hun (da giovane)
Amico di Jae-hyun e Ji-soo dai tempi dell'università, è segretamente innamorato di Ji-soo.
- Lee Dong-jin, interpretato da Min Sung-wook (da adulto) e Eun Hae-sung (da giovane)
Amico di Jae-hyun dai tempi dell'università, è un avvocato divorzista.
- Sung Hwa-jin, interpretata da Kim Joo-ryung (da adulta) e Han Ji-won (da giovane)
- Se-hwi, interpretato da Choi Woo-hyuk
Amante di Seo-kyung.
- Choi Sun-hee, interpretata da Kim Young-ah
- Madre di Se-hoon, interpretata da Kim Sun-hwa

## Ascolti
| Episodio | Data di trasmissione | Dati AGB            | Dati AGB                   |
| Episodio | Data di trasmissione | A livello nazionale | Area metropolitana di Seul |
| -------- | -------------------- | ------------------- | -------------------------- |
| 1        | 25 aprile 2020       | 5,431%              | 6,297%                     |
| 2        | 26 aprile 2020       | 4,400%              | 5,670%                     |
| 3        | 2 maggio 2020        | 5,420%              | 6,235%                     |
| 4        | 3 maggio 2020        | 4,209%              | 4,862%                     |
| 5        | 9 maggio 2020        | 4,209%              | 5,233%                     |
| 6        | 10 maggio 2020       | 3,891%              | 4,612%                     |
| 7        | 16 maggio 2020       | 3,896%              | 4,782%                     |
| 8        | 17 maggio 2020       | 4,104%              | 5,180%                     |
| 9        | 23 maggio 2020       | 3,772%              | 4,446%                     |
| 10       | 24 maggio 2020       | 3,739%              | 4,329%                     |
| 11       | 30 maggio 2020       | 4,301%              | 4,885%                     |
| 12       | 31 maggio 2020       | 3,878%              | 4,320%                     |
| 13       | 6 giugno 2020        | 4,128%              | 4,990%                     |
| 14       | 7 giugno 2020        | 3,655%              | 4,379%                     |
| 15       | 13 giugno 2020       | 4,842%              | 5,429%                     |
| 16       | 14 giugno 2020       | 4,514%              | 5,200%                     |
| Media    | Media                | 4,274%              | 5,053%                     |

## Colonna sonora
1. The Season Like You (너라는 계절은) – Jang Hye-jin
2. Fall In Love (빠져드나봐) – Choi Young-jae e Choi Jung-yoon
3. Someday We Will Meet Again (다시 만날 날이 있겠죠)	– Klang
4. One Day (어느 날 어느 시간에) – Kim Bum-soo
5. If You Just Love (그저 사랑한다면) – Han Dong-geun
6. When My Love Blooms (화양연화) – Park Yo-han
7. Wooden Bench – Kim Hyun-joong
8. A Promise – Dong Min-ho
9. Even If You Don't Know (그대는 모를지라도) – Fara Effect 1, Fara Effect 2
10. The Book Store (오늘의 책) – Fara Effect 1, Fara Effect 2
11. With You (둘이서) – Kim Hyun-joong
12. Water Fog (아침 안개) – Fara Effect 1, Fara Effect 2
13. I, The Survivor (살아남은 이유) – Park Yo-han